# Trachylepis rodenburgi
Espèce
Synonymes
- Mabuya rodenburgi Tornier, 1902

Trachylepis rodenburgi est une espèce de sauriens de la famille des Scincidae.

## Répartition
Cette espèce se rencontre au Ghana et au Nigeria.

## Étymologie
Cette espèce est nommée en l'honneur de Willem F. Rodenburg.

## Publication originale
- Hoogmoed, 1974 : Ghanese lizards of the genus Mabuya (Scincidae, Sauria, Reptilia). Zoologische Verhandelingen, no 138, p. 1-62 ([www.repository.naturalis.nl/document/154772 texte intégral]).